# Christen Madsen
Christen Madsen (1. marts 1776 i Munkebo – 19. februar 1829 i Bregnør), var en dansk lægprædikant og en af lederne i den fynske forsamlingsbevægelse – en kristen vækkelse udsprunget af en stadig mere og mere selvbevidst almue.
Trods sin ringe uddannelse forkyndte han Bibelen, så folk strømmede til. Han – en almindelig bonde – havde mod til at trodse præst og anden myndighed, ja, endda mod til at skrive til dronningen for at bede hende om hjælp. Hans mod og hans virke viser den nye selvfølelse, som almuen fik i 1800-tallets begyndelse.

## Hans åndelige vækkelse og virke
Christen Madsen havde sammen med sin hustru et hus på Bregnør Mark med lidt landbrug, men ernærede sig ellers som snedker, tømrer og spillemand ved omegnens fester. Hans kone fik ham overtalt til at deltage i åndelige møder, der blev holdt privat i Kerteminde. 
Det resulterede i at han kom i store åndelige anfægtelser, der førte til at han i 1820 oplevede en religiøs omvendelse. Konventikelplakaten fra 1741 tillod kun disse møder hvis de blev holdt i overensstemmelse med præstens vilje og holdt i stilhed i en snæver kreds. Det kunne Christen Madsen ikke finde sig i, så han gik omkring i egnen og forkyndte kristendommen og holdt også møder, som det passede ham.
Da han var et kendt ansigt blev skaren af tilhørere hurtigt større og større. Der begyndte dog at komme flere til også langvejs fra, for at høre denne prædikant tale. Han blev derfor den ledende figur i i denne vækkelse som kaldes forsamlingsbevægelse, og som bredte sig overalt på Fyn. 

Især efter at guvernøren over Fyn, den senere Christian den 8. havde tilladt deres virke i 1824 (i denne sag var han under påvirkning af sin lærer, Bone Falch Rønne, der havde stiftet Det Danske Missionsselskab i 1821 og havde forbindelser til forsamlingsbevægelsen).
Efter dette gik det rigtig stærkt, selv om Christen Madsen også skulle bruge tid og kræfter på en retssag, der kørte imod ham (se senere). Han var egentlig arresteret, men kom fri mod kaution og kunne fortsætte sit arbejde som leder af bevægelsen. 

Af ledende folk kan også nævnes Peter Larsen Skræppenborg (havde sit virke på Fyn og Jylland) og Rasmus Ottesen (fik sit virke i Sydvestsjælland). Vækkelsen spredte sig derfor til andre dele af landet. 
Christen Madsen selv fungerede primært i området ved Kerteminde. Som leder var han også blevet brugt til at mægle, når der var konflikt blandt de vakte. Peter Larsen Skræppenborg havde under sine rejser i Jylland stødt ind i store stridigheder i Vejle-Horsens-egnen. Christen Madsen ønskede at gøre et forsøg som mægler også dér, men måtte opgive rejsen, da han var nået til Middelfart. Han blev syg og måtte rejse tilbage, hvor han døde kort tid efter.

## Retssagen for overtrædelse af Konventikelplakaten af 1741
Sognepræsten i Kerteminde, Andresen (præst i Kerteminde Sogn og Drigstrup Sogn 1820-32) meldte Christen Madsen til myndighederne for overtrædelse af Konventikelplakaten, og fik ham arresteret i 1821. Madsen skrev samme år et brev til dronning Marie, der var gift med Frederik den 6.. Hun, der havde ry for at være en hellig kvinde, måtte kunne hjælpe dem til at skaffe kongens godkendelse og hjælp. I brevet, der er bevaret, fortæller Christen Madsen om den forfærdelige situation han og hans fæller er i. Og hvorledes sognepræsten "viser os til at spille kort, drikke og danse". De er gode borgere, hvis rettigheder den lokale øvrighed tilsidesætter.
Dette brev fik dog den modsatte effekt end den tiltænkte, da det blev anvendt i retssagen imod ham. Han blev kendt skyldig i overtrædelse af 1741-forordningen, for at anklage embedsmænd for pligtforsømmelse og for de udtryk, han anvendte om præsten i sit brev. Han appellerede hele vejen til højesteret, hvor den endegyldige dom i 1829 lød på en bøde på 30 rigsdaler sølv til Odense Amtsfattigkasse. Han selv hørte dog ikke dommen, da han havde været død i omtrent to måneder. Hans bo måtte derfor betale bøden samt sagens omkostninger.
Ved begravelsen ønskede sognepræsten ikke at tale, så der måtte en anden præst til. Det fortælles, at degnen, en af Christen Madsens modstandere, fik skolebørnene til at lave spektakel ved begravelsen. 
Hans gravsten kan stadigvæk ses på kirkegården ved Drigstrup Kirke. På den står: 

“En mand dybt greben af Guds Kærlighed, udrustet af Ånden med tro og kraft. Han blev et middel til det kristelige livs vækkelse i en død og vantro tid”.